# Vulpes vulpes indutus
El zorro rojo de Chipre (Vulpes vulpes indutus) es una subespecie de  mamíferos carnívoros  de la familia Canidae.

## Distribución geográfica
Se encuentra en Chipre.